# Lachnocnema laches
Lachnocnema laches är en fjärilsart som beskrevs av Fabricius 1793. Lachnocnema laches ingår i släktet Lachnocnema och familjen juvelvingar. Inga underarter finns listade i Catalogue of Life.